# هوندا اليوم
هوندا اليوم (بالإنجليزية: Honda Today)‏ هي سيارة من طراز سيارة كي من تصنيع شركة هوندا موتورز اليابانية. بدأ تصنيعها لأول مرة سنة 1985. سبقتها سيارة هوندا لايف ولحقتها سيارة هوندا لايف.

## معرض صور

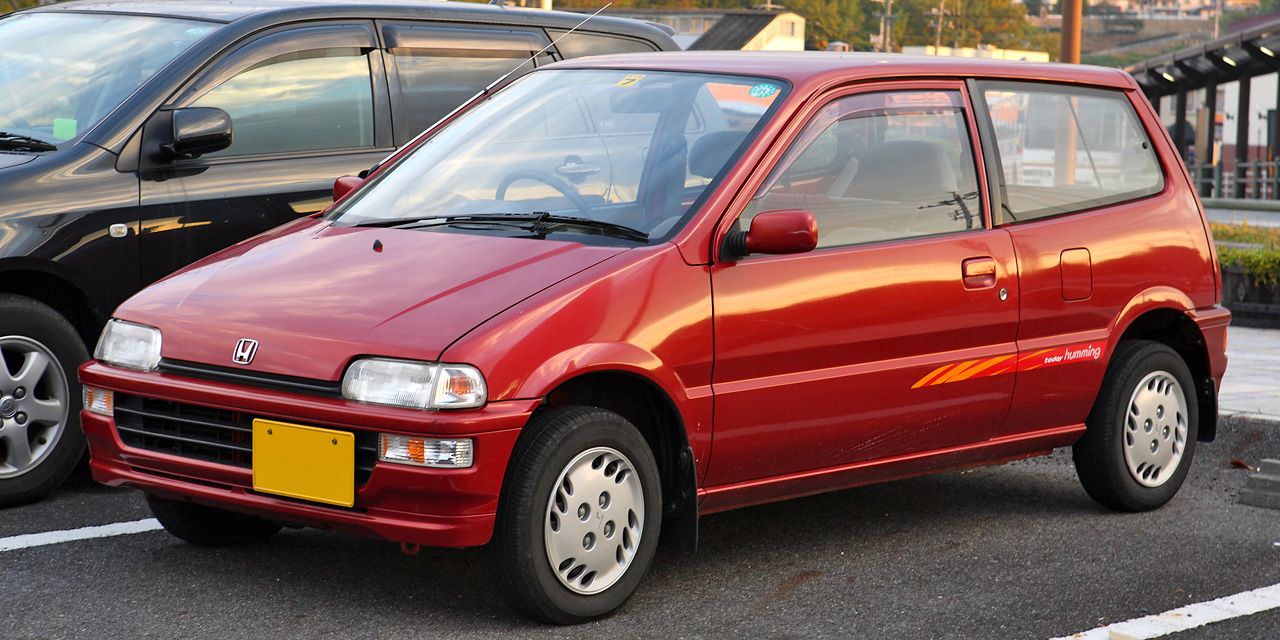
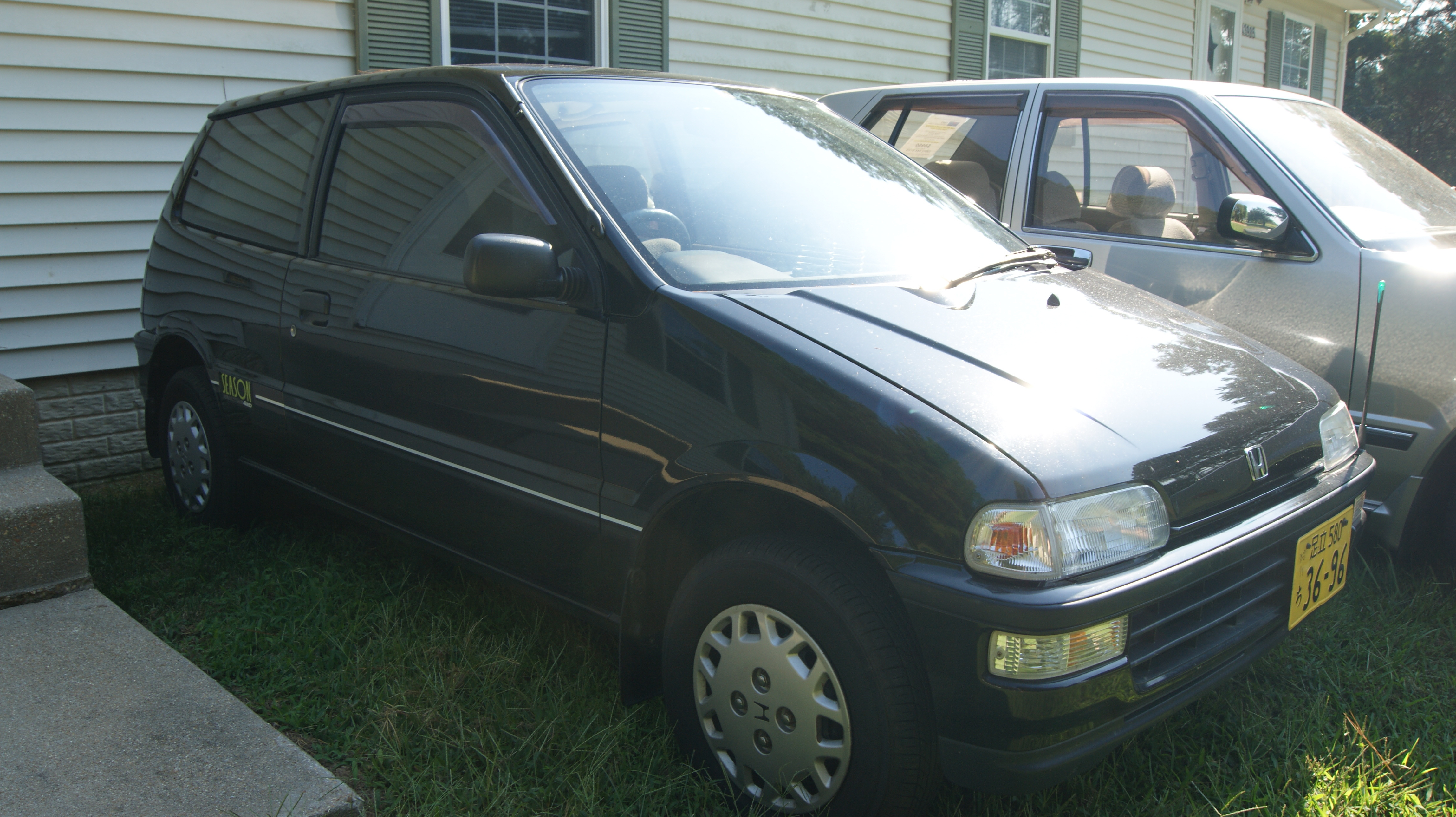
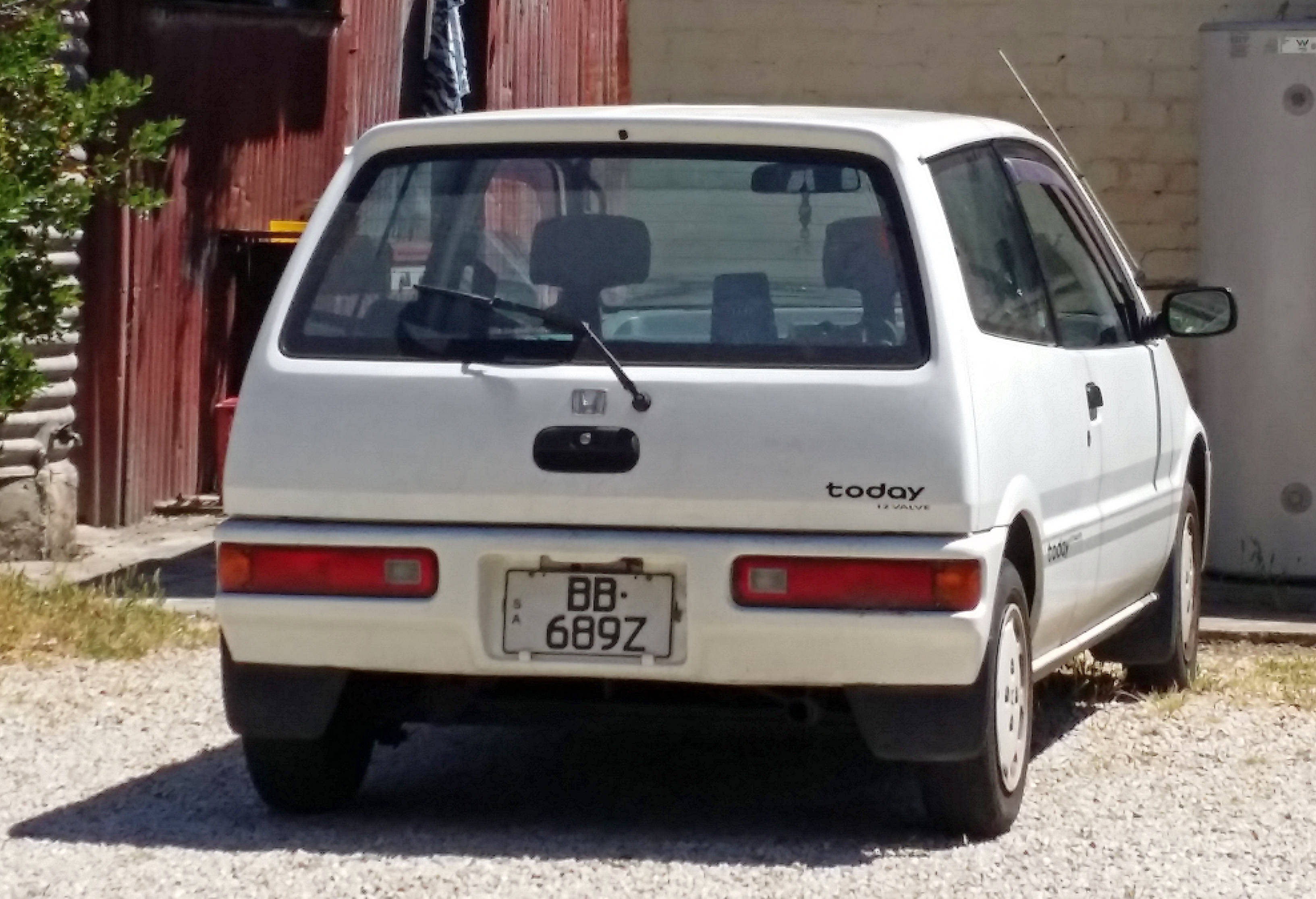
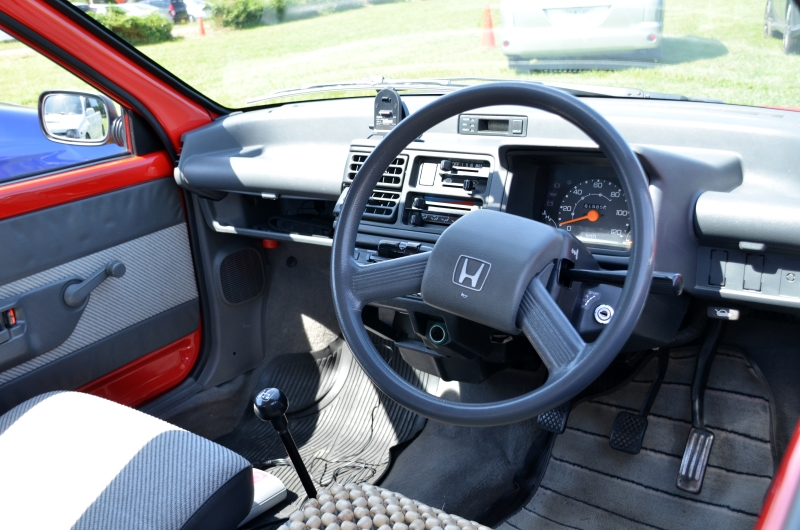